# Avenir Basket Berck Rang-du-Fliers - Côte d'Opale Sud
Avenir Basket Berck Rang-du-Fliers - Côte d'Opale Sud (ABBR - Côte d'Opale Sud) is een Franse professionele basketbalclub, gevestigd in Berck. De club speelt in de Nationale 1. De club speelt haar wedstrijden in de Palais des sports de Berck. De club werd in 1929 opgericht als Association Sportive de Berck. in 1975 kregen ze hun huidige naam. ABBR werd in totaal 2 keer landskampioen. Ook haalde ze twee keer de halve finale om de FIBA European Champions Cup (nu EuroLeague). Ook haalde ze de halve finale om de Korać Cup.

## Erelijst
- Frans Landskampioenschap (2):

1972–73, 1973–74
- FIBA European Champions Cup (0):

Halve finale: 1974, 1975
- Korać Cup (0):

Halve finale: 1977

## Bekende (oud)-spelers
| - Pierre Galle - Yves-Marie Vérove - Joby Wright |

## Bekende (oud)-coaches
- Jean Galle (1967-1976)